# Gad 500

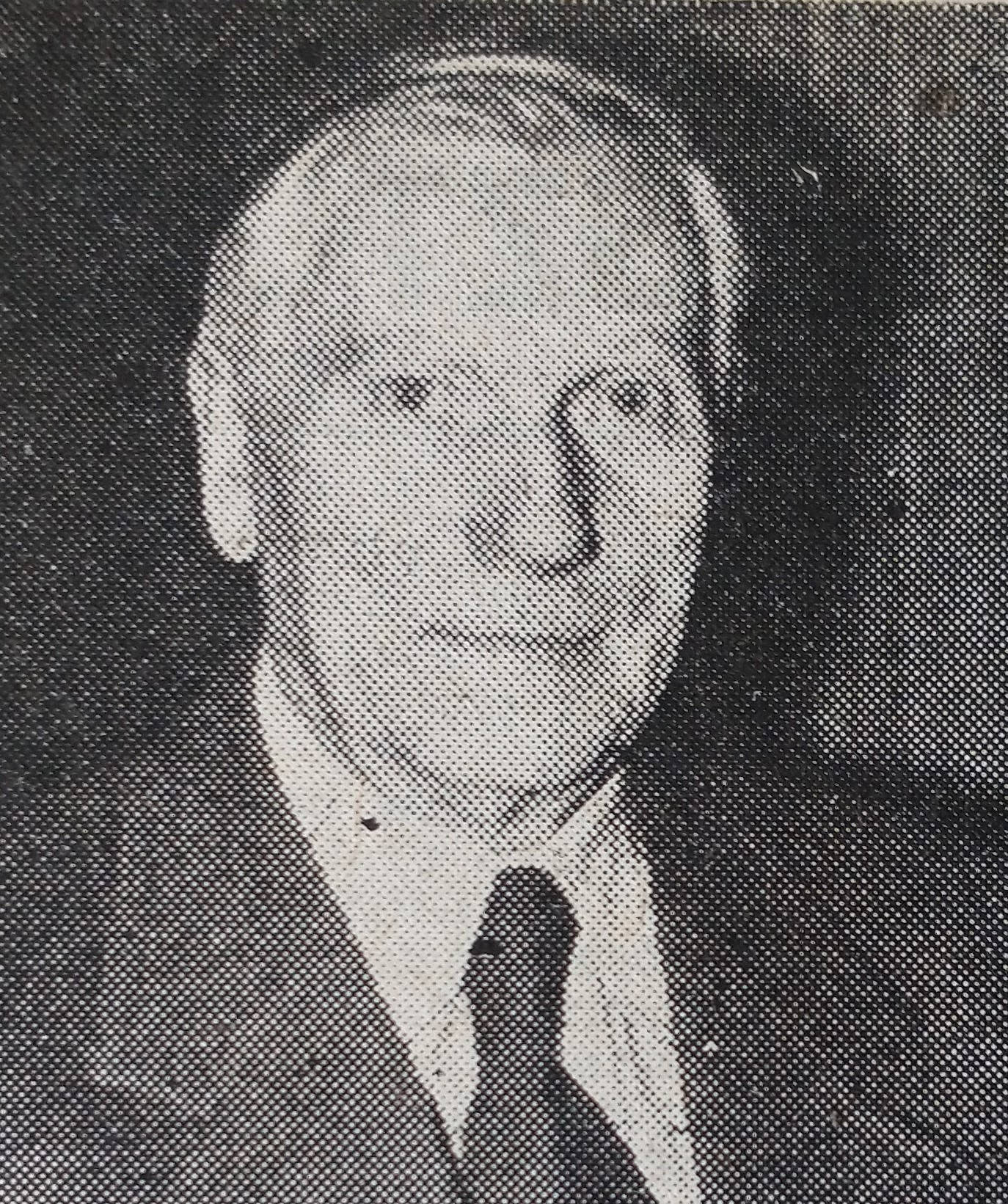
Inżynier Stefan Gajęcki − szef projektu

Gad 500 − niewielki sportowy mikrosamochód zaprojektowany i zbudowany w 1953 roku w „Warsztacie Doświadczalnym” PZM-u w Warszawie. 
Szefem projektu był inżynier Stefan Gajęcki, konstruktor łodzi motorowych. Mały samochód napędzał chłodzony cieczą dwusuwowy, 2-cylindrowy silnik motorowy Gad 500, przenoszący moc na przednią oś. Metalowa otwarta karoseria została osadzona na spawanej ramie przedłużnicowej. Samochód nie trafił do produkcji seryjnej, a większość informacji o nim zaginęła. Nazwa modelu przejęta została z nazwy jednostki napędowej.

## Szczegółowe dane techniczne
- Silnik
  - Pojemność skokowa: 496 cm³[1]
  - Moc maksymalna: 23 KM (17 kW) przy 4500 obr./min.[1]